# 일지매 (2008년 드라마)
《일지매》(一枝梅)는 SBS에서 2008년 5월 21일부터 2008년 7월 24일까지 방영한 수목 미니시리즈이다.
이 드라마는 동시간대 경쟁 드라마에서 시청률 1위를 점유하며 상당한 인기를 끌었으며, 마지막 회는 전국과 서울이 각각 31%와 32.1%(TNS 미디어 코리아 기준) 기록하면서 자체 최고 시청률로 마무리되었다.
한편, 음반업계 종사자와 두 번째 결혼을 하면서 1999년 4월 종영된 KBS 1TV 아침 TV 소설 《은아의 뜰》을 끝으로 연기활동을 중단한 뒤 2000년 5월부터 호주로 유학을 떠났으나 두 번째 이혼을 하면서 귀국한 후 2002년 11월 시작된 iTV 월~목 9시 30분 일일드라마 《해바라기 가족》으로 연속극 복귀를 했지만 2003년 초 SBS 《야인시대》에 이영숙 역으로 투입되어 메이저 채널 연속극에 돌아왔으며 2005년 후반기 이후 타방송사 위주로 활동해 온 SBS 공채 2기(92년) 출신 이일화(한씨부인 역)가 해당 작품을 통해 SBS 복귀를 했다.

## 등장 인물

### 주요 인물
- 이준기 : 일지매(이겸) / 용이 역 (아역 : 여진구)
- 한효주 : 변은채[誾彩] 역 (아역 : 김유정)
- 박시후 : 변시후[是厚] 역 (아역 : 이다윗)
- 이영아 : 봉순(奉純) 역 (아역 : 정다빈)

### 일지매 가족
- 이문식 : 쇠돌 역[5] - 일지매의 양아버지
- 조민기 : 이원호(李元護) 역 - 일지매의 아버지
- 김성령 : 단이(端利) 역 - 일지매의 양어머니
- 이일화 : 한씨부인(漢氏夫人) 역 - 일지매의 어머니
- 손태영 : 연이 / 이연(李緣) 역 - 일지매의 누이

### 그 외
- 전헌태 : 용골대 역
- 안길강 : 공갈아제 역
- 문지윤 : 대식 역
- 김현성 : 흥견 역
- 정재은 : 심덕(沁德) 역
- 이원재 : 장포교 역
- 이원종 : 변식 역
- 김무열 : 변시완[是完] 역
- 전진기 : 정명수 역
- 정성윤 : 정치홍 역
- 양재성 : 심기원 역
- 조상기 : 무이 역
- 김뢰하 : 사천 역
- 김창완 : 흰도포(인조) 역
- 서동원 : 은복(恩福) 역
- 도기석 : 희봉(希奉) 역
- 김광식 : 걱두 역
- 이원재 : 막쇠 역
- 이설구 : 강우 역
- 조선옥 : 명월 역
- 김익태 : 김류 역
- 임성표 : 이경여 역
- 서영탁 : 이경중 역
- 오성열 : 이민훈 역
- 박규점 : 심이열 역
- 공재원 : 강철중 역
- 조동희 : 오갑수 역
- 김대성 : 정형구 역
- 황윤걸 : 김우진 역
- 김재권 : 양순이 아버지 역
- 한춘일 : 대식이 아버지 역(20회)
- 박우열 : 심기원의 집사 역
- 염정구 : 사내 역
- 이승기 : 사내 역
- 구중림 : 군관 역
- 유재익 : 백정 역
- 정병호 : 이명의 종복 역
- 김선은 : 정치홍의 병사 역
- 정대용 : 거지 역
- 이정성 : 선비 역
- 단강호 : 선비 역
- 원종선 : 집사 역
- 지성근
- 김건호 : 노인 역
- 박통일 : 농민 역
- 전일범 : 주인 역
- 고태산 : 훈련대장 역
- 최윤준 : 피전주 역
- 조경호 : 하인 역
- 나기수 : 이형익 역
- 손선근 : 사관 역
- 양승걸 : 파음소 역

## 기타 사항
- 방송 전 MBC에서도 2009년에 일지매를 소재로 한 드라마의 제작 계획이 있어 방송되기 전부터 종종 두 드라마가 비교되었다.[6]

## 시청률
아래의 파란색 숫자는 '최저 시청률'이고, 빨간색 숫자는 '최고 시청률'입니다. 시청률조사회사와 지역별로 시청률에 차이가 있을 수 있습니다.
| 2008년      | 2008년      | 2008년         | 2008년       | 2008년         | 2008년       |
| 회차        | 방송일      | TNmS 시청률    | TNmS 시청률  | AGB 시청률     | AGB 시청률   |
| 회차        | 방송일      | 대한민국(전국) | 서울(수도권) | 대한민국(전국) | 서울(수도권) |
| ----------- | ----------- | -------------- | ------------ | -------------- | ------------ |
| 제1회       | 5월 21일    | 14.8%          | 15.4%        | 15.5%          | 17.0%        |
| 제2회       | 5월 22일    | 17.6%          | 17.8%        | 17.7%          | 18.4%        |
| 제3회       | 5월 28일    | 19.0%          | 19.1%        | 17.1%          | 18.0%        |
| 제4회       | 5월 29일    | 18.9%          | 18.9%        | 19.9%          | 20.3%        |
| 제5회       | 6월 4일     | 19.3%          | 20.5%        | 18.6%          | 17.9%        |
| 제6회       | 6월 5일     | 18.6%          | 18.6%        | 19.6%          | 18.6%        |
| 제7회       | 6월 11일    | 20.5%          | 20.7%        | 20.0%          | 19.5%        |
| 제8회       | 6월 12일    | 23.0%          | 23.3%        | 20.9%          | 21.0%        |
| 제9회       | 6월 18일    | 24.6%          | 25.0%        | 22.4%          | 22.8%        |
| 제10회      | 6월 19일    | 23.1%          | 23.1%        | 21.7%          | 21.6%        |
| 제11회      | 6월 25일    | 22.6%          | 22.6%        | 20.7%          | 20.3%        |
| 제12회      | 6월 26일    | 24.6%          | 24.6%        | 24,1%          | 23.9%        |
| 제13회      | 7월 2일     | 25.3%          | 25.3%        | 22.0%          | 21.5%        |
| 제14회      | 7월 3일     | 25.4%          | 25.4%        | 22.2%          | 21.4%        |
| 제15회      | 7월 9일     | 26.0%          | 26.1%        | 23.0%          | 23.4%        |
| 제16회      | 7월 10일    | 27.6%          | 28.2%        | 24.4%          | 24.3%        |
| 제17회      | 7월 16일    | 28.0%          | 29.3%        | 24.0%          | 23.6%        |
| 제18회      | 7월 17일    | 27.8%          | 28.1%        | 24.2%          | 24.0%        |
| 제19회      | 7월 23일    | 27.1%          | 27.1%        | 25.0%          | 25.1%        |
| 제20회      | 7월 24일    | 31.0%          | 31.4%        | 27.9%          | 28.4%        |
| 평균 시청률 | 평균 시청률 | 23.3%          | 23.5%        | 21.4%          | 21.5%        |

## 수상 내역
- 2008년 SBS 연기대상 남자 최우수 연기상, 네티즌 최고 인기상, 10대 스타상 이준기
- 2008년 SBS 연기대상 드라마스페셜 부문 남자 조연상 이문식
- 2008년 SBS 연기대상 신인상 한효주
- 2008년 SBS 연기대상 우정상 도기석
- 2008년 SBS 연기대상 여자 아역상 김유정
- 2008년 SBS 연기대상 남자 아역상 여진구
- 2008년 문화체육관광부 주최 제 1회 방송영상그랑프리 한국방송영상산업진흥원장상 최란

## 동시간대 드라마
- 태양의 여자 (KBS2)
- 대한민국 변호사 (MBC)

## 같이 보기
- 일지매
- 애니메이션 일지매 (SBS, 2009년)
- 일지매 (MBC, 1993년)
- 돌아온 일지매 (MBC, 2009년)